# Weiher (Hollfeld)
Weiher ([ˈvaɪ̯ɐ] ) ist ein Gemeindeteil der Stadt Hollfeld im Landkreis Bayreuth (Oberfranken, Bayern). Die Gemarkung Weiher hat eine Fläche von 4,442 km². Sie ist in 618 Flurstücke aufgeteilt, die eine durchschnittliche Flurstücksfläche von 7187,66 m² haben. In ihr liegt neben dem namensgebenden Ort der Gemeindeteil Neidenstein.

## Geografie
Weiher liegt am Oberlauf der Wiesent im nördlichen Teil der Fränkischen Schweiz. Das Dorf ist von dem einen Kilometer entfernten Hollfeld aus über die Bundesstraße 22 und dann über eine Ortsstraße erreichbar.

## Geschichte
Bis zur kommunalen Verwaltungsreform war Weiher der Verwaltungssitz einer gleichnamigen Gemeinde im Landkreis Ebermannstadt. Die Gemeinde Weiher hatte 1961 insgesamt 376 Einwohner und bestand aus zwei Orten, neben Weiher dem Dorf Neidenstein. Zum Beginn der bayerischen Gebietsreform wurde die Gemeinde Weiher am 1. Januar 1972 in die Stadt Hollfeld eingemeindet.